# Fraser (Ausztráliai fővárosi terület)
Fraser a főváros, Canberra egyik elővárosa Belconnen kerületben. A város James Reay Fraser-ről kapta nevét, aki az ausztrál képviselőház tagja volt, valamint az Ausztrál Fővárosi Terület bizottságának helyettes elnöke volt 1959 és 1970 közt. A várost 1974. január 14-én alapították. A város utcáit Canberra korai lakosai után nevezték el. 
Fraserben egyetlen általános iskola működik.  A külvárost a Kuringa Drive határolja.
A családi házak átlagos ára 2011-ben a településen 410000 AUS $ volt. .

## Földrajza
A Hawkin vulkán működésének nyomait lehet megfigyelni a területen, ahol a szilur időszakból származó szürkészöld dácit és kvarcandezit található.

## Fordítás
Ez a szócikk részben vagy egészben  a   Fraser, Australian Capital Territory című angol Wikipédia-szócikk ezen változatának fordításán alapul.  Az eredeti cikk szerkesztőit annak laptörténete sorolja fel. Ez a jelzés csupán a megfogalmazás eredetét és a szerzői jogokat jelzi, nem szolgál a cikkben szereplő információk forrásmegjelöléseként.